# Kaleidoscope EP
Kaleidoscope EP är den trettonde EP:n av det brittiska rockbandet Coldplay. Den släpptes 14 juli 2017 och föregicks av en singel, Something Just Like This tillsammans med duon The Chainsmokers. Alla låtar på EP:n utom Miracles (Something Special) fungerade dock som marknadsföringssinglar och var därmed släppta innan hela projektets release.
Namnet är taget från en interlude på bandets sjunde album A Head Full of Dreams.

## Låtlista
| 1. | All I Can Think About Is You                                  | 4:34      |
| 2. | Miracles (Someone Special) (med Big Sean)                     | 4:36      |
| 3. | A L I E N S                                                   | 4:42      |
| 4. | Something Just Like This - Tokyo Remix (med The Chainsmokers) | 4:33      |
| 5. | Hypnotised                                                    | 6:31/5:55 |